# 853 Nansenia
853 Nansenia è un asteroide della fascia principale del diametro medio di circa 27 km. Scoperto nel 1916, presenta un'orbita caratterizzata da un semiasse maggiore pari a 2,3121284 au e da un'eccentricità di 0,1056350, inclinata di 9,21531° rispetto all'eclittica.
L'asteroide è dedicato all'esploratore norvegese Fridtjof Nansen Inizialmente, come altri asteroidi scoperti all'osservatorio di Simeiz durante la prima guerra mondiale, non poté essere comunicato subito all'Istituto Rechen dell'Università di Heidelberg e fu quindi identificato per alcuni anni con una sigla contenente Σ, la lettera sigma dell'alfabeto greco.